# Ilha Smyley
A Ilha Smyley (72° 55′ S, 78° 00′ O) é uma ilha da Antártica situada ao longo da Península Antártica. Está localizado ao sul da Entrada Ronne e ao noroeste da península de Rydberg na Terra de Ellsworth.
Tem 68km de comprimento e de 14 a 38km de largura. É um ilha completamente coberta de gelo.
Foi batizada inicialmente como "Cabo Smyley" em consequência de uma expedição dos Estados Unidos em 1940, em homenagem ao capitão William H. Smyley. Os Estados Unidos só viriam descobrir que se tratava de uma ilha em 1968, ficando o nome de cabo Smyley para o extremo noroeste da ilha, que marca o extremo sul da boca ocidental do canal Jorge VI.